# Idioma askunu
Âṣkuňu (Saňu-vīri) es un idioma de Afganistán hablado por el pueblo Ashkun - también conocido como Âṣkun, Ashkun, Askina, Saňu, Sainu, Yeshkun, Wamas o Grâmsaňâ - de la región del centro Valle de Pech alrededor de  Wâmâ y en algunos valles tributarios del este de la parte superior del río Alingar en la Provincia de Nuristan de Afganistán. Otros lugares importantes donde se habla el idioma Ashkun son la provincia de Nuristan, el valle de Pech en el distrito de Wama, el lado este del valle del Bajo Alingar en los distritos de Nurgaram y Duab, los valles de Malil wa Mushfa, Titin, Kolatan y Bajagal.
Está clasificado como miembro de la subfamilia nuristani de las lenguas indo-iraníes.

## Demografía
Situación actual: Actualmente hay unas 40.000 personas étnicas que hablan este idioma. Ninguna de las personas mencionadas son monolingües. La tasa de analfabetismo entre este grupo de personas se sitúa en torno al 5%-15%.
Ubicación: Parte de Nuristán y áreas adyacentes a lo largo del río Kabul y sus afluentes en la región montañosa que abarca el noreste de Afganistán, el norte de Pakistán y el noroeste de India
Dialectos / Variedades: Ashuruviri (Kolata, Titin Bajaygul), Gramsukraviri, Suruviri (Wamai). No inteligible con los demás idiomas Nuristaníes.

## Dialectos
Âṣkuňu se habla en varios dialectos en el suroeste de Nuristan. El cuerpo principal de la tribu Âṣkuňu habita el valle Askugal (Kolata, Majegal), que desemboca hacia el suroeste en el río Alingar. Estas personas hablan un dialecto que difiere del de sus vecinos en el valle de Titin al sur (cf. Morgenstierne 1929). Se informa que los habitantes del valle de Bajaygol más arriba del Alingar hablan un tercer dialecto. Al otro lado de la cresta de una montaña al este del Âṣkuňu, dos grupos tribales, cada uno con su propio dialecto, se centran en las aldeas de (Wama) y Gramsaragram (Acanu) frente al río Pec. Otros dialectos en los que se habla este idioma son Ashuruveri, Gramsukraviri, Kolata, Suruviri, Titin Bajaygul y Wamai.

## Ortografía
El lenguaje Ashkun se transmite estrictamente verbalmente y no tiene recursos escritos que puedan rastrearse.

## Vocabulario

### Pronombres
| Persona | Persona | Nominativo | Accusativo | Genitivo |
| ------- | ------- | ---------- | ---------- | -------- |
| 1ª      | sg.     | āi         | iũ         | imā      |
| 1ª      | pl.     | ima        | ima        | imbā     |
| 2ª      | sg.     | tu         | to         | toā      |
| 2ª      | pl.     | vi         | iã         | iāmbā    |

### Números
1: āc̣
2: du
3: tra
4: ćātā
5: põć
6: ṣo
7: sot
8: oṣṭ
9: no
10: dos

## Ejemplos
http://globalrecordings.net/en/program/C16500 Este enlace es una grabación de audio de breves historias bíblicas en audio, mensajes evangelísticos y puede incluir canciones y música. Explican la salvación y dan enseñanzas cristianas básicas en el idioma Ashkun.

## Literatura
- Ashkun. (n.d.). Retrieved 11 de febrero de 2016, from https://www.ethnologue.com/language/ask=
- Cardona, G. (2014). Indo-Iranian languages. Encyclopædia Britannica.
- Grierson, G. A. (1927). Report on a Linguistic Mission to Afghanistan. By Georg Morgenstierne. Oslo: H. Aschehoug and Co.(W. Nygaard). 10× 6, 98 pp. and 3 maps. Price 2s. 9d. Journal of the Royal Asiatic Society of Great Britain & Ireland (New Series), 59(02), 368-375.
- Grierson, G. A. (1927). [Review of Report on a Linguistic Mission to Afghanistan]. Journal of the Royal Asiatic Society of Great Britain and Ireland, (2), 368–375.  JSTOR 25221151

- Klimburg, M. (1999). The Kafirs of the Hindu Kush: art and society of the Waigal and Ashkun Kafirs (Vol. 1). Franz Steiner Verlag.
- Morgenstierne, G. (1929). The language of the Ashkun Kafirs. Aschehoug.
- Turner, R. L. (1932). The Language of the Ashkun Kafirs. By G. Morgenstierne. Extract from Norsk Tidsshrift for Sprogvidenskap, Bind ii, 1929. pp. 192–289. Journal of the Royal Asiatic Society of Great Britain & Ireland (New Series), 64(01), 173-175.
- Voegelin, C. F., & Voegelin, F. M.. (1965). Languages of the World: Indo-European Fascicle One. Anthropological Linguistics, 7(8), 1–294. JSTOR 30022511

- Where on earth do they speak Ashkun? (15 de noviembre de 2015). Retrieved 11 de febrero de 2016, from http://www.verbix.com/maps/language/Ashkun.html